# حزب تركيا
حزب تركيا (بالتركية Türkiye Partisi) هو حزب ليبرالي محافظ في تركيا ، أسس في 25 مايو 2009 من قبل عبد اللطيف شينر في منطقة شانكايا ، أنقرة . كان لها مقعد واحد في الجمعية الوطنية التركية الكبرى .
أعلن عبد اللطيف شينر إغلاق الحزب رسميًا في 27 أغسطس 2012 بسبب صعوبات الحفاظ على الأهداف السياسية خارج البرلمان. 

## روابط خارجية
- الموقع الرسمي